# Не чіпайте цей циферблат
«Не чіпа́йте цей цифербла́т» (англ. Don't Touch That Dial) — другий епізод американського телевізійного мінісеріалу «ВандаВіжен», заснованого на коміксах Marvel, у якому беруть участь персонажі Ванда Максимова / Багряна відьма та Віжен. Він розповідає про те, як пара намагається приховати свої сили, живучи ідилічним приміським життям у містечку Веств’ю, штат Нью-Джерсі. Дія епізоду розгортається в Кіновсесвіті Marvel (КВМ), події якого відбуваються пару тижнів після «Месники: Завершення». Його написала сценаристка Ґретген Ендерс, а режисером став Метт Шакман.
Пол Беттані та Елізабет Олсен повторюють свої відповідні ролі Віжена і Ванди Максимової із серії фільмів, а також Тейона Перріс, Дебра Джо Рапп і Кетрін Ган. Розробка почалася в жовтні 2018 року, а Шакман приєднався в серпні 2019 року. Епізод віддає данину комедії 1960-х років, зокрема «Зачаровані», включаючи анімаційну початкову послідовність у стилі Ханни-Барбери власного вступу цього серіалу. Зйомки проходили на Pinewood Atlanta Studios в Атланті, штат Джорджія, і в Лос-Анджелесі, здебільшого в чорно-білому режимі, але в кінці епізод стає кольоровим; це було зроблено за допомогою візуальних ефектів, які були розроблені так, ніби використовували технологію оптичного принтера 1960-х років.
«Не чіпайте цей циферблат» вийшов на стрімінговому сервісі Disney+ 15 січня 2021 року. Критики високо оцінили гру Олсен та Беттані, особливо їхню фізичну комедію, і визнали епізод приємним, але деякі критикували відсутність загального розвитку сюжету. Він отримав кілька нагород, включаючи дві номінації на премію «Еммі».

## Сюжет
У чорно-білій обстановці 1960-х Ванда Максимова і Віжен чують дивні звуки біля свого будинку. Наступного дня вони готують свій номер фокусника до місцевого шоу талантів, щоб допомогти їм пристосуватися до сусідів, перш ніж Віжен відвідає нараду сусідської варти з сусідами-чоловіками. Максимова бачить барвистий іграшковий гелікоптер біля будинку, але його відволікає Аґнес, яка запрошує її на жіноче зібрання, організоване Дотті Джонс, зарозумілим лідером району. Там Максимова подружився з Джеральдін.
Чоловіки на нараді по сусідству вітають Віжена, який випадково проковтнув запропоновану йому жуйку. Система андроїда Віжена не в змозі переварити жуйку, і це призводить до його «сп'яніння». Максимова розмовляє з Дотті після зборів, і голос питає їй через радіо, хто відповідальний за цю ситуацію. Вона знову відволікається, оскільки Дотті запитує, хто вона така, перш ніж радіо зламається, а скло Дотті розіб’ється. Дотті починає кровоточити червоним кольором, але швидко ігнорує це.
Коли «сп'янілий» Віжен приходить на шоу талантів, він ненароком розкриває свої надздібності. Максимова використовує свої власні здібності, щоб зробити так наче Віжен виконує прості фокуси. Їхня гра добре сприйнята, і Дотті визнала їх комедійною виставою року. Коли вони повертаються додому, Максимова незрозумілим чином вагітніє. Коли вона та Віжен збираються святкувати, вони знову чують шум надворі та виходять, щоб побачити пасічника, який вилізає з каналізації. Стурбована цим, Максимова «перемотує» події на екрані до розкриття її вагітності, і світ навколо раптово змінюється на естетику 1970-х років.
Рекламний ролик під час програми «ВандаВіжен» рекламує годинник Strücker з логотипом Гідри.

## Виробництво

### Розробка
До жовтня 2018 року Marvel Studios розробляла серіал з Вандою Максимовою Елізабет Олсен і Віженом Пола Беттані з фільмів Кіновсесвіту Marvel (КВМ) у головних ролях. У січні 2019 року Джек Шеффер була найнята головною сценаристкою «ВандаВіжен» і мала намір написати перший епізод серіалу. У серпні Метт Шакман був найнятий режисером міні-серіалу, а Шеффер і Шакман стали виконавчими продюсерами разом із Кевіном Файґі з Marvel Studios, Луїсом Д'Еспозіто та Вікторією Алонсо. Файґі описав серіал як частину ситкому, частину «епопеї Marvel», віддаючи данину багатьом епохам американських ситкомів. Другий епізод, «Не чіпайте цей циферблат» був написаний Ґретген Ендерс і віддає данину ситкому 1960-х «Зачарована» та «Я мрію про Джинні».

### Сценарій
Сценаристи серіалу усвідомлювали, що другий епізод серіалу часто важче написати, ніж перший, через необхідність повторно висловити наміри серіалу без простого повторення сюжету першого епізоду. Це ускладнювалося тим, що глядачі та герої не знають значення таємниць серіалу під час цього епізоду. Раніше вони вирішили, що хочуть, щоб Максимова і Віжен стали членами спільноти Веств'ю, тому епізод досліджує її та Віжена, які намагаються вписатися в «чоловічо-жіночу сферу» Веств'ю. Сценаристи не могли визначитися, якою буде частина епізоду, щоб сприяти цьому, і витратили більше часу на її розробку, ніж на будь-який інший епізод серіалу.
Ендерс пройшов кілька ітерацій сценарію, в одній з версій Віжен приєднався до сусідської варти, а Ванда брала участь у конкурсі троянд, щоб побачити, хто має найкращі кущі троянд у місті. Ендерса надихнув фільм «Погані дівчиська» (2004) для групи жінок, з якими Максимова проводить час, особливо для їх лідера Дотті. Сценаристи хотіли знову зібрати Віжена і Максимову наприкінці епізоду, і Ендерс запропонував, щоб сценою було шоу талантів спільноти після перегляду кількох епізодів «Шоу Діка Ван Дайка», заснованих на шоу талантів, під час дослідження для серіалу. Це дозволило закінчити епізод, коли всі персонажі разом, а Максимова і Віжен виступають разом. Хоча Конкурс троянд було вилучено з епізоду, троянди все ще згадуються в діалозі як посилання на це. Пізніше Шефер сказала, що використання шоу талантів було «таким само собою зрозумілим», якщо дивитися заднім числом, оскільки у «Я мрію про Джинні» і «Зачарована» часто були епізоди, що показували виступ або шоу талантів. Сценаристи хотіли дослідити Віжена з нових сторін у серіалі, і особливо хотіли бачити його «п’яним» і дурним. Шефер припустив, що це може статися, якщо у Віжені щось «порушує роботу», а штатний автор Меган МакДоннелл висунула ідею, що Віжен ковтає справжню жуйку, щоб викликати таку поведінку.
 
Серіал містить підроблені рекламні ролики, які, за словами Файґі, вказуватимуть на те, що «частина правди шоу починає просочуватися назовні», у рекламі цього епізода показується годинник Strücker зі слоганом «Strücker. Він знайде для вас час». На циферблаті годинника написано «Swiss Made», «Hydra» і «1000M», а також логотип Гідри. Strücker є відсиланням до барона Вольфганга фон Штрукера, який проводив експерименти над Максимовими у фільмах КВМ, щоб відкрити у ній її сили. Брентон Стюарт з Comic Book Resources сказав, що цокання годинника в рекламі створювало «тривожне відчуття бомби, яка ось-ось вибухне», і вказав на точний сексистський характер реклами, яка схожа на фальшиву рекламу в першому епізоді.

### Кастинг
У епізоді знімаються Пол Беттані в ролі Віжена, Елізабет Олсен в ролі Ванди Максимової, Тейона Перріс в ролі Джеральдін, Дебра Джо Рапп в ролі місіс Гарт і Кетрін Ган у ролі Аґнес. Також як жителі Веств’ю з’являються Асіф Алі в ролі Норма, Емма Колфілд Форд в ролі Дотті, Джолін Перді в ролі Беверлі, Амос Ґлік в ролі листоноші Денніса, Девід Пейтон в ролі Герба та Девід Ленгел в ролі Філа Джонса. Зак Генрі зображує пасічника, а Вікторія Блейд та Ітамар Енрікес грають чоловіка та жінку в рекламі Strücker. Рендалл Парк знімається в епізодичній озвучці Джиммі Ву, як показано в четвертому епізоді серіалу «Ми перериваємо цю програму».

### Дизайн
Шакман і оператор Джесс Голл зібрали колекцію зображень із існуючих серіалів, які вплинули на обрамлення, композицію та кольори сюжету епізоду ситкому, а Голл створив спеціальну кольорову палітру з 20 до 30 кольорів для епізоду на основі цих еталонні зображення, щоб він міг контролювати «візуальну цілісність кольору» епізоду. Голл працював з художником-постановником Марком Вортінґтоном і художником по костюмах Мейсом С. Рубео, щоб переконатися, що декорації та костюми для епізоду відповідали його колірній палітрі. Команда Вортінґтона повинна була дізнатися, як працюють різні кольори під час зйомки в чорно-білому режимі і провів триденні кольорові тести. Під час зйомки чорно-білих сцен Беттані було пофарбовано в синій колір, а не в темно-бордовий колір Віжена, оскільки синій краще виглядав на зображенні у відтінках сірого.
Голова гриму Тріша Сойєр використала свій досвід роботи над серіалом «Божевільні» 1960-х років, а перукар Карен Бартек використала її минулі роботи в ситкомах. Обидва раніше працювали над кількома фільмами КВМ, і для Бартека було важливо, щоб колір волосся Максимова, як виявилося в кінці епізоду, відповідав тому, що бачили в останніх фільмах КВМ, незважаючи на зміну стилю. Перуки були використані для зачіски в епізоді, щоб дозволити знімати його одночасно з іншими епізодами без необхідності змінювати волосся акторів, щоб змінювати їх між епохами. Сойєр сказав, що «цвяхи, форми [і] організація фону» були важливими елементами декорації епохи.

### Зйомка та монтаж
Зйомки у звуковій сцені відбувалися на Pinewood Atlanta Studios в Атланті, штат Джорджія, режисером був Шакман , а Голл виступав оператором. Зйомки на задньому плані та просто неба відбувалися в Лос-Анджелесі, коли серіал відновили виробництво після перерви через пандемію COVID-19. «Не чіпайте цей циферблат» був знятий у чорно-білому режимі з використанням однієї камери та вольфрамового освітлення, яке було звичайним для епохи 1960-х років. Голл сказав, що 1960-ті роки рухалися до висококонтрастних фільмів і відходили від низькоконтрастних, м’яких фільмів 1950-х, тому він використав освітлення, щоб спробувати створити подібну різницю між першим епізодом 1950-х років і цим. Голл використовував освітлювальний інструмент Big Eye 10K для епізоду, який переважно використовувався протягом 1960-х років, але йому довелося трохи розсіяти світло, оскільки воно виглядало різкішим на цифрових камерах серіалу, ніж на плівкових камерах того часу. Також було використано співвідношення сторін 4:3, і Голл вибрав об’єктиви від Panavision з «рівномірним спадом по краях», які добре працювали в квадратному співвідношенні та відповідали періоду. Він зробив для Олсена два «спеціальних портретних об’єктива», щоб спробувати імітувати «прекрасні види великих планів, які вони робили на провідних жінок» у 1960-х роках, які він навів як приклад того, що ця епоха була більш «кінематографічною», ніж 1950-ті роки. Голл із задоволенням використав стиль фільму нуар для підробленої реклами епізоду.
Трек сміху в епізоді не був записаний наживо, як це було зроблено для першого, і Шакман сказав, що вони «не дуже усвідомлювали», коли їм потрібно зробити паузу під час зйомок, щоб трек був доданий пізніше. На знімальному майданчику команда спецефектів пересувала реквізит за допомогою дротяних установок і використовувала трюки з камерою, щоб створити ефект магії Максимова, як це було зроблено в таких серіалах, як «Зачаровані» та « Я мрію про Джинні». Редактор Зін Бейкер використовував ефекти перемотування назад і витирання переходів в епізоді. Спочатку він використовував обертове витирання для одного переходу сцени, оскільки вважав, що це було доречно, але Файґі пізніше поставив це під сумнів у огляді епізоду. Їм не вдалося знайти приклад обертового стирання в Bewitched або інших серіях тієї епохи, які вони переглядали, тому Бейкер замінив його традиційним стиранням. Кадри зі стрибками використовувалися, щоб зобразити Максимоффа, який чарівним чином змінює одяг, з пострілом Олсен, що завмирає в одному положенні, вирізано з пострілом її в тому ж положенні в іншому костюмі. Її запасна копіювала позицію, а Олсен переодягалася між ударами. Як ще одне посилання на «Зачаровані», Олсен безуспішно намагалася ворушити носом, як це робила зірка Елізабет Монтгомері в цьому серіалі. Замість цього Олсен використовує вказівний рух для магії Максимової.
Засідання жіночого клубу в епізоді спочатку планувалося знімати в приміщенні, але через обмеження щодо COVID-19 його змінили на обстановку біля басейну. Співвиконавчий продюсер Мері Ліванос вважала, що дизайн «милого клубу» від Вортінгтона зрештою був кращим вибором, оскільки він відкривав «глибший погляд на Westview», ніж спочатку планувалося. Щоб зобразити «п’яного» Віжена на шоу талантів у кінці епізоду, Беттані черпала натхнення з п’яної гри Діка Ван Дайка в «Шоу Діка Ван Дайка», а також британських коміків Дадлі Мура, Ріка Мейолла та Джона Кліза. Шакман використовував лінзи, освітлення та звуковий дизайн, щоб змінити настрій у моменти, коли щось йде не так з ілюзією Максимова, натхненною «Сутінковою зоною» та роботами Девіда Лінча. Він відчував, що перехід до цих моментів зі сцен ситкому був «дуже драматичним».

### Анімація та візуальні ефекти

Шрифт, використаний для початкової послідовності програми «ВандаВіжен», натхненний Bewitched

Епізод містить анімовану початкову послідовність заголовків, а також кілька анімаційних моментів, створених Titmouse, Inc. Відкриття виконано в стилі анімаційного відкриття Ганни-Барбери «Зачарована», з персонажами послідовності, розробленими директором з візуального розвитку Marvel Studios Енді Парком. Шакман зазначив, що відкриття еволюціонувало та зазнало багатьох змін з часом. Тара ДеМарко працювала супервайзером візуальних ефектів для «ВандаВіжен», а візуальні ефекти епізоду створили Monsters Aliens Robots Zombies (MARZ), велика T, Framestore, RISE, The Yard VFX, SSVFX і Lola VFX.
ДеМарко використовував представлення Віжена з «Месниках: Ера Альтрона» (2015) як остаточну версію персонажа, підходячи до візуальних ефектів для нього у «ВандаВіжен». На знімальному майданчику Беттані був у лисій кепці та нафарбована на обличчі, щоб відповідати кольору Віжена, а також маркери для відстеження для команд візуальних ефектів. Потім для створення персонажа використовувалися складні 3D-техніки та цифрові технології макіяжу, причому частини обличчя Беттані замінювалися CGI кадр за кадром; зазвичай зберігалися лише очі, ніс і рот актора. MARZ відповідав за створення Віжена в перших трьох епізодах серіалу. ДеМарко сказав, що сучасні візуальні ефекти були використані для видалення дротів і згладжування порізів. Кадри Віжена, які змінюють свою людську та синтезоїдну форми та використовують свої здібності, як-от капелюх через своє тіло, імітують ефекти, відповідні періоду, із «клубами диму та зоряним блиском», доданим MARZ. Щоб надати Віжену більш «здорового» вигляду, цифрові контактні лінзи, які використовувалися у фільмах і наступних епізодах, не були додані до очей Беттані в перших трьох епізодах, а його вії не були видалені цифровим способом, як зазвичай.
Ефект «розквіту кольору» в кінці епізоду, коли він переходить від чорно-білого до кольорового, мав виглядати так, ніби його можна було створити за допомогою ефектів 1960-х років. Framestore використовував суміш 2D- і 3D-ефектів для розділення кольорових каналів зображень, їх деформації та рекомбінації,  натхненний тим, як різні шари плівки можна обробляти та експонувати кілька разів за допомогою оптичних принтерів. Керівник Framestore Нік Таннер досліджував цю технологію, і хоча ДеМарко сказала, що кінцевого ефекту було б важко досягти в 1960-х роках, вона відчувала, що це «вірно принципам» епохи. Щоб полегшити зовнішній вигляд, Framestore використав техніку мальованої анімації, створюючи ефекти «на двох» — один кадр анімації на кожні два кадри фільму — щоб надати їм «заїкається, нерівномірний вигляд».

### Музика
Головну пісню епізоду, «WandaVision!», написали Крістен Андерсон-Лопез і Роберт Лопез. «WandaVision» є єдиним текстом пісні, оскільки Андерсон-Лопез і Лопез хотіли наслідувати мінімалістичні, повторювані, натхненні "крутим джазом Бібоп" тематичні пісні телесеріалів 1960-х років. Вони також вплинули на «Mah Nà Mah Nà» П’єро Уміліані та роботи Дейва Брубека.

Композитор Крістоф Бек вирішив наслідувати деякі інструменти та стиль головної пісні для партитури до епізоду, чого він не зробив для першого епізоду. Це включало введення ритм-секції, включаючи бонго, і «латинське відчуття» до класичного оркестру, який він уже використовував для серіалу, з подальшим натхненням, взятим із «Зачарованих» і «Я мрію про Джинні». В епізоді представлена «Допоможи мені, Ронда» від Beach Boys. 22 січня 2021 року Marvel Music і Hollywood Records випустили альбом із саундтреком до епізоду з музикою Бека. Перший трек — тема пісні Андерсон-Лопез і Лопез.
| ВандаВіжен: Епізод 2 (Оригінальний саундтрек) | ВандаВіжен: Епізод 2 (Оригінальний саундтрек) | ВандаВіжен: Епізод 2 (Оригінальний саундтрек) |
| #                                             | Назва                                         | Тривалість                                    |
| --------------------------------------------- | --------------------------------------------- | --------------------------------------------- |
| 1.                                            | «WandaVision!»                                | 0:53                                          |
| 2.                                            | «Rehearsal»                                   | 0:55                                          |
| 3.                                            | «Unwelcome Visitor»                           | 0:59                                          |
| 4.                                            | «Strucker»                                    | 0:37                                          |
| 5.                                            | «Giddy Up»                                    | 0:32                                          |
| 6.                                            | «Beekeeper»                                   | 1:05                                          |
| 7.                                            | «Exit Stage Left»                             | 1:44                                          |
| 8.                                            | «It's Really Happening»                       | 0:52                                          |
| 7:37                                          |                                               |                                               |

## Маркетинг
На початку грудня 2020 року щодня випускалося шість постерів до серіалу, кожен з яких описував десятиліття з 1950-х до 2000-х років. Чарльз Пулліам-Мур з io9 зауважив, що на перший погляд плакат 1960-х років лише дещо змінює телевізійне зображення плаката 1950-х років, але вказав на інші об’єкти у вітальні, «наприклад, шпалери, рослини, мистецтво на стіні, і саме телебачення також змінюються». Він назвав циліндр чарівника на телевізорі, швидше за все, відсиланням до «величезних магічних здібностей Ванди, які серіал має надалі розвивати», і вважав, що центральна підвісна лампа мала «відображати розташування Каменя нескінченності Віжена, статус це одне з найбільших питань". Еллі Джеммілл з Collider, що бачити Віжена в його справжньому вигляді, а не в його людській зовнішності, «привернуло увагу», і вона вважала, що включення циліндра було «дивним аксесуаром, на який варто звернути увагу». Після виходу епізоду Marvel оголосила про товари, натхненні цим епізодом, у рамках щотижневої рекламної акції «Marvel Must Haves» для кожного епізоду серіалу, включаючи футболки, домашній одяг, аксесуари та копію годинника Strücker з підробки епізоду. комерційний. Копія годинника золотого кольору із золотими літерами та зеленим символом Гідри та текстом була випущена Hot Topic. У лютому 2021 року Marvel у партнерстві з шеф-кухарем Джастіном Уорнером випустили рецепт сокійського холодного чаю, натхненний напоєм, який Максимова пила під час засідання комітету Дотті в епізоді.

## Випуск
«Не чіпайте цей циферблат» вийшов на стрімінговому сервісі Disney+ 15 січня 2021 року. Епізод спочатку був зазначений як «Епізод 2» на сервісі, але назву було оновлено до 20 січня на «Не чіпайте цей циферблат». Хоай-Тран Буй з /Film спочатку припускав, що всі епізоди серіалу будуть без назви, і цікавився, чи не назви приховувалися після випуску, щоб уникнути спойлерів, незважаючи на те, що назва другого епізоду не була особливо показовою.

## Сприйняття

### Глядацька авдиторія
Компанія Nielsen Media Research, яка вимірює кількість хвилин, які глядачі Сполучених Штатів Америки переглянули на телевізійних пристроях, поставила «ВандаВіжен» на шосте місце за кількістю переглядів оригінальних серіалів у потокових сервісах за тиждень з 11 по 17 січня з 434 мільйонами переглядів. Це приблизно 6,48 мільйона повних переглядів перших двох епізодів серіалу, які були випущені 15 січня, і більше повних переглядів, ніж серіал у списку 10 найкращих оригінальних серіалів Nielsen, який мав більше хвилин перегляду, але більший доступний час.
Parrot Analytics використовувала соціальні мережі, рейтинги шанувальників і дані про піратство, щоб оцінити попит авдиторії на серіал, і виявила, що він увійшов до 0,2 відсотка найкращих серіалів у всьому світі. «ВандаВіжен» входила до 15 найкращих шоу в усьому світі за кожен із перших чотирьох днів випуску, а також до 45 найкращих шоу в США за той самий період. Мексика, Франція, Бразилія, Чилі та Німеччина були одними з її провідних міжнародних ринків протягом перших чотирьох днів. 15 січня попит на серіал був на 24,5% більший, ніж на «Мандалорця» Disney+ під час його прем’єри в листопаді 2019 року, але «ВандаВіжен» задовольняла поточний попит глядачів цього серіалу. «ВандаВіжен» мав 9,3% на Reelgood, онлайн-посібнику для потокового передавання з понад 2 мільйонами користувачів у США, у вихідні прем’єри 15–17 січня, що зробило цей серіал найбільш трансльованим за цей час, згідно з їхніми даними. Подібний сервіс, Whip Media's TV Time, визнав «ВандаВіжен» найбільш очікуваним серіалом серед користувачів американської платформи та зарахував його до другого за кількістю переглядів серіалів у світі під час свого дебютного вікенду. Відслідковуючи певні підключені смарт-телевізори, Samba TV виявила, що 1,1 мільйона домогосподарств у США переглянули обидві перші дві серії з 15 по 18 січня, причому 1,2 мільйона дивилися «Не чіпайте цей циферблат».

### Оцінки критиків
Веб-сайт аґреґатора оглядів Rotten Tomatoes повідомив про 100% рейтинг схвалення із середнім балом 8/10 на основі 18 відгуків. Критичний консенсус сайту гласить: «Не чіпайте цей циферблат» або ви можете пропустити одну з безлічі великодніх яєць «ВандаВіжен» або розгадку таємниці цього серіалу».

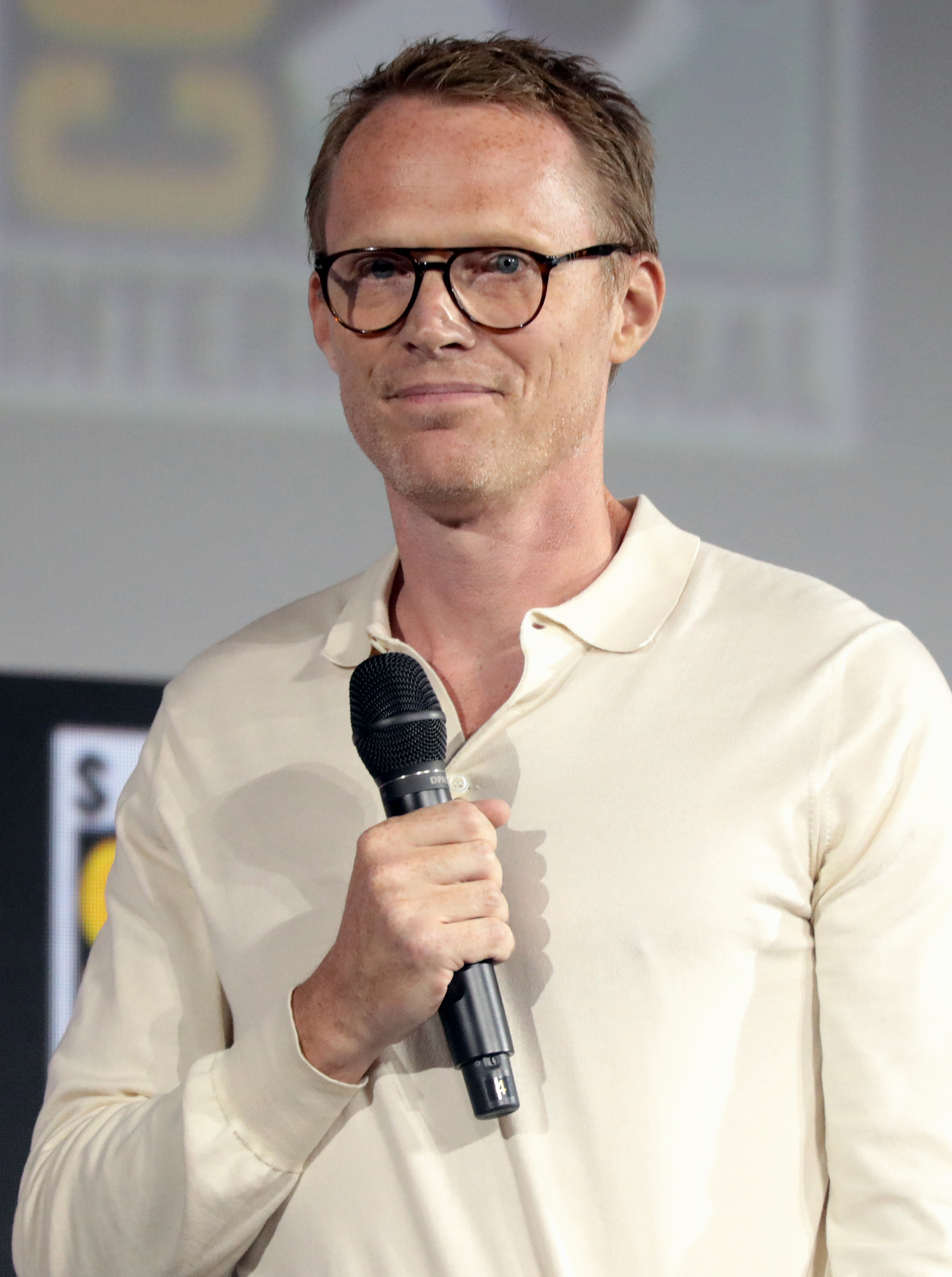
Пол Беттані отримав похвалу за свою комедійну роль в епізоді, який був натхненний Діком Ван Дайком, Дадлі Муром, Ріком Мейоллом і Джоном Клізом.

Сем Барсанті з The AV Club назвав перші два епізоди серіалу «абсолютною насолодою, зі старими ґегами ситкому, які чомусь вбивають» і «чудовим, новим способом розважитися з цими героями», тоді як його колега Стівен Робінсон поставив епізодам «A−», особливо виділяючи фізичну комедію Олсен і Беттані під час магічного шоу Максимової та Віжена. Ребекка Яннуччі з TVLine відчула, що початок епізоду був чудовим. Крістіан Голуб з Entertainment Weekly був задоволений анімацією в стилі Ганни-Барбери в епізоді, а також фальшивою рекламою, яка, на його думку, зробила серіал цікавішим, ніж попередні телесеріали Marvel Television. Він також припустив, що Advanced Idea Mechanics (AIM) може стояти за ілюзією ситкому, враховуючи, що пасічник, який з’являється в епізоді, виглядає як члени AIM у коміксах, а реклама годинників Strücker натякає на засновника коміксів AIM Барона Стракера. Переглядаючи перші два епізоди для Den of Geek, Дон Кей дав їм 4 зірки з 5, сказавши, що хоча сюжет був випадковим, відриви від реальності додали «вагомості сюрреалістичним та іншим кумедним подіям». Він також високо оцінив комедійні виступи Олсен, Беттані та Ган.
Мет з IGN оцінив перші два епізоди на 7 із 10 і назвав другий епізод смішнішим, оскільки він міг більше присвятити себе Максимовій та шоу талантів Віжена. Однак він відчував, що епізод охоплює «майже ідентичну тему, що й перший», з невеликим додатковим розвитком сюжету в другому епізоді. Пишучи для Vulture, Абрагам Рісман дав епізоду 3 зірки з 5 і сказав, що це «лише прелюдія до справжнього сюжету, прелюдія, наповнена навмисною вигадкою та шаною. За цим немає нічого, окрім таємниці, яка ще не особливо переконлива». Він був заінтригований присутністю М.Е.Ч.а, але глядачі, які не знайомі з коміксами, могли не відчувати те саме. Для цих глядачів, на думку Рісмана, «тут немає нічого, за що можна захопитися», окрім виступів Олсен та Беттані та вшанування минулих ситкомів.

### Подяки
Беттані був названий TVLine «виконавцем тижня» за тиждень 11 січня 2021 року за його виступ у цьому епізоді. Сайт підкреслив «безстрашну фізичну комедію Беттані та першокласну «п’яну» гру», оскільки це був відхід від персонажа, який бачили у фільмах, додавши, що «старомодний, ностальгічний шарм» було приємно бачити. Для 73-ї церемонії вручення нагород Emmy за творче мистецтво в прайм-тайм Карен Бартек, Сінді Веллс, Ніккі Райт, Анна Квінн та Івонн Купка були номіновані в номінації «Видатний період і/або зачіска персонажа для епізоду», а Дейв Джордан і Шеннон Мерфі були номіновані в номінації «Видатне музичне керівництво». Titmouse, Inc. була номінована як найкращий спонсорований фільм на 49-й церемонії вручення нагород Annie Awards за анімацію.